# Andy Dorman
Andrew "Andy" Dorman (ur. 1 maja 1982 w Chester) – walijski piłkarz występujący na pozycji pomocnika.

## Kariera klubowa
Dorman urodził się w Anglii. Wychował się jednak w Walii. W 2000 roku został studentem amerykańskiej uczelni Boston University i rozpoczął grę w tamtejszej drużynie piłkarskiej Boston Terriers. W 2004 roku poprzez MLS SuperDraft trafił do zespołu New England Revolution z MLS. W tych rozgrywkach zadebiutował 17 kwietnia 2004 roku w przegranym 1:3 pojedynku z Houston Dynamo. 12 sierpnia 2004 roku w wygranym 3:0 spotkaniu z Dallas Burn strzelił pierwszego gola w MLS. W latach 2005–2007 trzykrotnie wystąpił w zespołem w finale MLS Cup, jednak w każdym przypadku ekipa New England Revolution przegrywała finałowe spotkania.
W styczniu 2008 roku podpisał kontrakt ze szkockim St. Mirren. W Scottish Premier League pierwszy mecz zaliczył 19 stycznia 2008 roku przeciwko Motherwell (3:1). 27 lutego 2008 roku w zremisowanym 1:1 pojedynku z Dundee United zdobył pierwszą bramkę w Scottish Premier League. W St. Mirren spędził 2,5 roku.
W 2010 roku Dorman odszedł do angielskiego Crystal Palace z Championship. W tych rozgrywkach zadebiutował 7 sierpnia 2010 roku w wygranym 3:2 pojedynku z Leicester City. 23 października 2010 roku w przegranym 3:4 spotkaniu z Prestonem strzelił pierwszego gola w Championship.

## Kariera reprezentacyjna
W reprezentacji Walii Dorman zadebiutował 23 maja 2010 roku w przegranym 0:2 towarzyskim meczu z Chorwacją.